# ستيفن بوش
ستيفن بوش (بالإنجليزية: Steven Bosch)‏ هو مصور جنوب أفريقي، ولد في 6 يونيو 1978 في جوهانسبرغ في جنوب أفريقيا.